# Friedrich August Belcke
Friedrich August Belcke (* 27. Mai 1795 in Lucka; † 10. Dezember 1874 ebenda) war ein deutscher Posaunist.

## Leben und Wirken
Der Sohn des Luckaer Stadtmusikus Christian Gottlieb Pölcke spielte zunächst Waldhorn, bevor er zwölfjährig zur Posaune wechselte, um eine freie Stelle in der Stadtkapelle vertretungsweise zu besetzen. 1811 wurde er Schüler des Stadtmusikers Sachse in Altenburg und später dessen Nachfolger, als dieser in den Krieg ziehen musste. 1815 trat er im Leipziger Gewandhaus als Soloposaunist u. a. mit einem Concertino für Bassposaune und Orchester von Carl Heinrich Meyer auf und war damit wohl der erste Posaunensolist, der in einem deutschen Konzertsaal zu hören war.
Sein Auftritt machte solchen Eindruck, dass ihn das Gewandhausorchester als Bassposaunist engagierte. Er unternahm Konzertreisen nach Merseburg, Halle und Dessau und wurde 1816 als königlicher Kammermusikus in Berlin verpflichtet. Auf Einladung von Carl Maria von Weber trat er 1817 bei einem Hofkonzert in Dresden auf, lehnte aber ein Engagement im Dresdener Hoforchester ab. In den folgenden Jahren wuchs sein Ruf als Posaunenvirtuose, er unternahm Konzertreisen durch Dänemark, Schweden, Holland, Frankreich und Österreich und erhielt 1844 die Goldmedaille des Pariser Konservatoriums.
Beim Austritt aus der königlichen Kapelle in Berlin im Jahre 1858 wurde Belcke mit dem Roten-Adler-Orden ausgezeichnet. In der Folgezeit unternahm er Konzertreisen mit seinem Bruder, dem Flötisten Christian Gottlieb Belcke. Er trat auch mit einer Reihe von Kompositionen, darunter Konzerte und mehrere Etüdensammlungen, für die Posaune hervor.

## Kompositionen
- Six Pièces faciles et agreables pour le Piano-Forte à quatre mains, 1826.
- Duo concertant pour deux Trombones, 1847.